# Friedrich Eduard Beneke
Friedrich Eduard Beneke (født 17. februar 1798 i Berlin, død 1. marts 1854 sammesteds) var en tysk filosof.
Beneke deltog i felttoget mod Napoleon og begyndte 1816 at studere teologi i Halle. Året efter vendte han tilbage til Berlin, hvor han afsluttede sine teologiske studier. Ved siden af disse havde han også ivrigt dyrket filosofien og udgav allerede 1820 to små skrifter, Erkenntnislehre og Erfahrungsseelenlehre. Samme år erhvervede han doktorgraden med en afhandling, De veris philosophiæ initiis og begyndte at holde forelæsninger ved Berlins Universitet. Fra første begyndelsen havde Beneke hævdet erfaringens betydning i modsætning til spekulationen; imidlertid stod i hine år Hegel som summus philosophus i Tyskland, og der tåltes næppe, særligt ikke i Berlin, nogen anden filosofi end den spekulative romantik. Schopenhauer, af hvis hovedværk Beneke skrev en meget barnlig anmeldelse, der i høj grad irriterede den store pessimist, måtte opgive sin kamp mod Hegel; Beneke begyndte derimod at samle sig en tilhørerskare, men da han udgav Grundlegung zur Physik der Sitten (1821), en væsentlig af Jacobi og Schleiermacher påvirket fremstilling af etikken, der imidlertid med urette blev opfattet som docerende Materialisme, fratog den preussiske kultusminister, måske påvirket af Hegel, Beneke retten til at holde forelæsninger.
Han levede 1821—27 i Göttingen, hvor han skrev sit psykologiske hovedværk Psychologische Skizzen (1825—27) og skriften Das Verhältniss von Seele und Leib (1826); derefter vendte han tilbage til Berlin, hvor han udgav en oversættelse af Bentham (1830). Frugten af disse studier over engelsk filosofi træder frem i hans etiske hovedværk Grundlinien des natürlichen Systems der praktischen Philosophie (1837—40), det første skrift, der i tysk filosofi indfører det engelske velfærdsprincip. I 1827 havde han atter fået tilladelse til at holde forelæsninger, og efter Hegels død fik han 1832 et ekstraordinært professorat, som han beklædte til sin død. I denne periode skrev han Erziehungs- und Unterrichtslehre (1835—36), System der Logik als Kunstlehre des Denkens (1836), en mængde mindre fremstillinger af logikken og psykologien, samt Archiv für pragmatische Psychologie (1851—53). Endvidere foreligger en række afhandlinger fra den flittige og meget skrivende forskers hånd. For hvert år vandt hans skrifter mere udbredelse, særligt i pædagogiske kredse. 1. marts 1854 skulle han have holdt forelæsning kl. 5, men gik i steden for til Charlottenburg, og man hørte ikke noget fra ham. 2 år efter fandtes hans lig i en kanal der, og det må antages, at han i et øjebliks sindsforvirring har begået selvmord.
Benekes betydning som filosof bliver først klar, når han ses med den tyske spekulation som baggrund. Romantikkens behandling af psykologien var skandaløs; på dette punkt var det, at Beneke satte ind og gjorde et stort og ærligt arbejde. Mange af grundlinierne i hans psykologi er fortegnede, ofte er han uklar og bred; men hans strenge fastholden af den erfaringsmæssige metode og hans forsøg på virkelig at trænge ind i alle bevidsthedslivets ejendommeligheder gør hans fremstilling til en af mærkestenene i psykologiens historie. Beneke indtager her en lignende stilling som Herbart, men han staar den moderne psykologi langt nærmere. I sin erkendelsesteori var han mindre heldig; han forsøgte her at gennemføre en ensidig psykologisk betragtning, idet han hævdede, at den indre erfaring var sikrere end den ydre, og at al videnskab egentlig måtte hvile på psykologien. I denne betragtning står han den Berkeley-Humeske retning nær og er sikkert også påvirket af den. Almindelig kaldes denne retning i Tyskland "psykologismen", og den betegner en forveksling af erkendelsesteori og psykologi og i sammenhæng hermed en fuldstændig underkendelse af de formelle videnskaber. Gennem Beneke begyndte den engelske psykologi og den engelske etik sin første kamp i Tyskland mod den spekulative romantik i 19. århundrede.